# Kirnberg an der Mank
Kirnberg an der Mank ist eine Gemeinde mit 1109 Einwohnern (Stand 1. Jänner 2024) im Bezirk Melk in Niederösterreich.

## Geographie
Kirnberg an der Mank liegt südlich von Melk im Mostviertel in Niederösterreich am Südrand des Alpenvorlandes. Von Süden nach Norden durchfließt die Mank das Gemeindegebiet. Im Norden liegt das hügelige Voralpenland in einer Höhe von 300 bis 350 Meter über dem Meer. Im Süden steigen östlich und westlich des Flusses bewaldete Hügel auf über 500 Meter an. Die höchsten Erhebungen sind der Hochsteinberg mit 551 Meter im Südosten und der Texinger Berg mit 572 Meter im Südwesten.
Die Fläche der Gemeinde umfasst achtzehn Quadratkilometer. Mehr als drei Viertel sind landwirtschaftliche Nutzfläche, siebzehn Prozent sind bewaldet.

### Gemeindegliederung
Das Gemeindegebiet umfasst folgende 17 Ortschaften (in Klammern Einwohnerzahl Stand 1. Jänner 2024):
- Artlehen (12)
- Außerreith (21)
- Furth (49)
- Innerreith (1)
- Kimming (73)
- Kirnberg an der Mank (610)
- Kroisbach (8)
- Maierhöfen (19)
- Obergraben (35)
- Oed an der Mank (41)
- Pöllaberg (14)
- Ranitzhof (18)
- Sattlehen (56)
- Strohhof (28)
- Untergraben (18)
- Wolfsbach (58)
- Wolfsmath (48)

Die Gemeinde besteht aus den Katastralgemeinden Furth, Kirnberg und Mayerhöfen.

### Nachbargemeinden
| St. Leonhard am Forst                   | Mank                                        |      |
| Oberndorf an der Melk (Bezirk Scheibbs) | Kompassrose, die auf Nachbargemeinden zeigt | Kilb |
|                                         | Texingtal                                   |      |

## Geschichte
Der Fund eines Lochbeiles aus der Jungsteinzeit zeigt, dass das Gebiet schon 5000 vor Christus besiedelt war. Die Rodungen begannen am Ende des 7. nachchristlichen Jahrhunderts durch Slawen (Pöllaberg, Mank, Texing, Zögernitzberg) und Bayern (Kirnberg). Die erste urkundliche Erwähnung stammt aus 1121, als ein Maganus de Churnperch  genannt wird. Er nennt sich später Magins von Churnperge. Der Name deutet auf eine Mühle (kürne) hin. Nach dem Tod des letzten Kirnberger folgten ihnen 1208 die Plankensteiner nach. Zu diesem Zeitpunkt gab es vermutlich schon eine Kirche, schriftlich genannt wird sie erstmals 1338. Kirnberg war im 14. Jahrhundert ein Markt mit jährlich zwei Markttagen. Sie fanden zu den Patrozinien der Kirche am 12. Mai (St. Pankraz) und 25. November (St. Katharina) statt. Der letzte Plankensteiner stiftete 1483 kurz vor seinem Tod Güter zur Errichtung eines Kollegiatstiftes. Die kleine Burgkapelle wurde zu einer spätgotischen Kirche vergrößert.
Um 1530 wurden die Pfarren St. Gotthard, Kirnberg und Texing vereint, Kirnberg wurde damit Filialkirche von Texing. Im Jahr 1776 wurde das Kloster umgebaut, wegen Nachwuchsmangel jedoch 1816 aufgelöst.
Beim Bau der II. Wiener Hochquellenwasserleitung 1906 siedelten sich die ersten Arbeiter in Kirnberg in Baubaracken an. Die erste Ortsbeleuchtung des Dorfes bestand 1930 aus zwei Glühbirnen, wurde bald darauf um vier Lampen erweitert.

### Einwohnerentwicklung

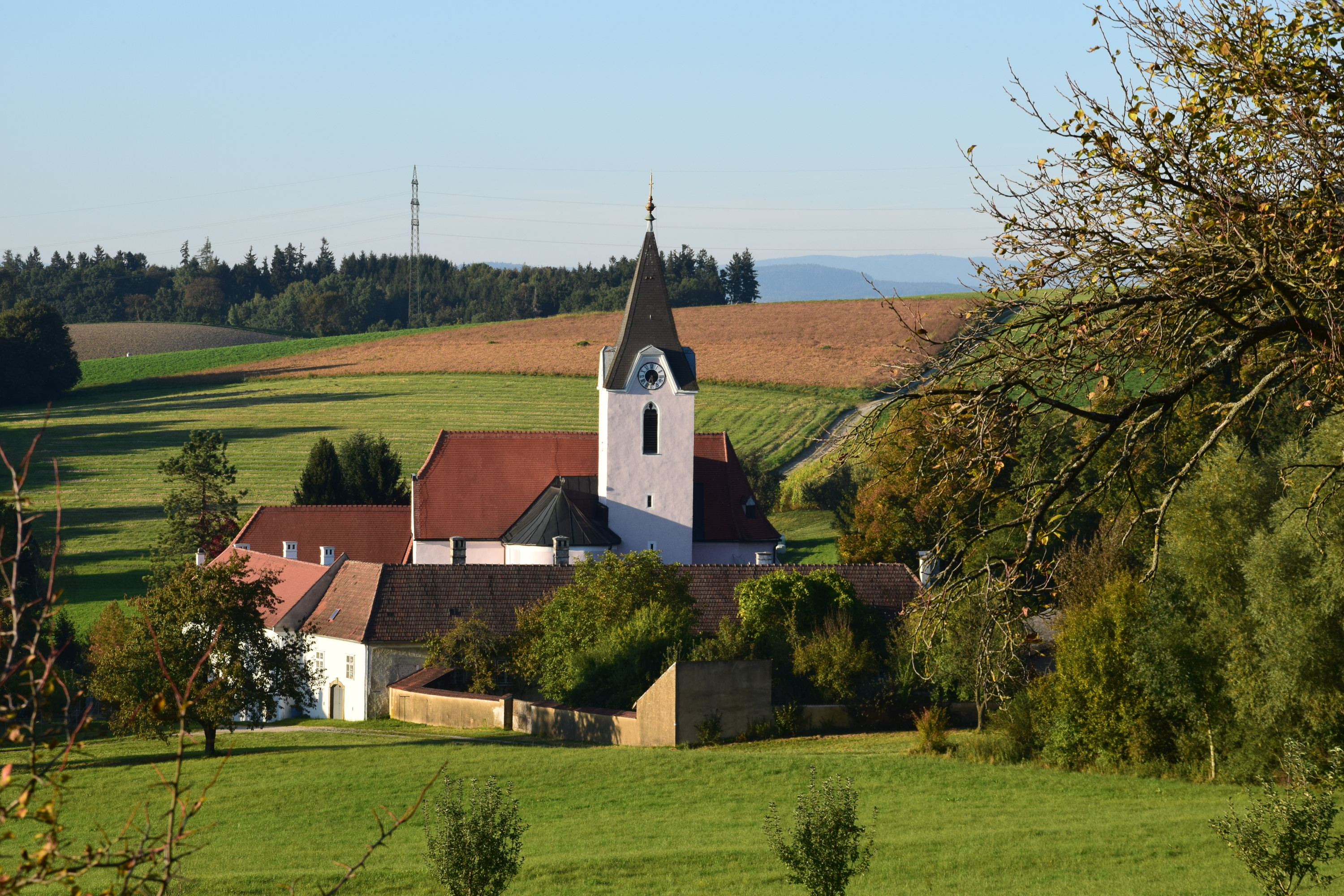
Pfarrkirche

| Kirnberg an der Mank: Einwohnerzahlen von 1869 bis 2024 | Kirnberg an der Mank: Einwohnerzahlen von 1869 bis 2024 | Kirnberg an der Mank: Einwohnerzahlen von 1869 bis 2024 | Kirnberg an der Mank: Einwohnerzahlen von 1869 bis 2024 | Kirnberg an der Mank: Einwohnerzahlen von 1869 bis 2024 |
| ------------------------------------------------------- | ------------------------------------------------------- | ------------------------------------------------------- | ------------------------------------------------------- | ------------------------------------------------------- |
| Jahr                                                    |                                                         |                                                         |                                                         | Einwohner                                               |
| 1869                                                    | 1869                                                    |                                                         | 816                                                     | 816                                                     |
| 1880                                                    | 1880                                                    |                                                         | 895                                                     | 895                                                     |
| 1890                                                    | 1890                                                    |                                                         | 892                                                     | 892                                                     |
| 1900                                                    | 1900                                                    |                                                         | 946                                                     | 946                                                     |
| 1910                                                    | 1910                                                    |                                                         | 962                                                     | 962                                                     |
| 1923                                                    | 1923                                                    |                                                         | 935                                                     | 935                                                     |
| 1934                                                    | 1934                                                    |                                                         | 917                                                     | 917                                                     |
| 1939                                                    | 1939                                                    |                                                         | 867                                                     | 867                                                     |
| 1951                                                    | 1951                                                    |                                                         | 835                                                     | 835                                                     |
| 1961                                                    | 1961                                                    |                                                         | 809                                                     | 809                                                     |
| 1971                                                    | 1971                                                    |                                                         | 863                                                     | 863                                                     |
| 1981                                                    | 1981                                                    |                                                         | 918                                                     | 918                                                     |
| 1991                                                    | 1991                                                    |                                                         | 987                                                     | 987                                                     |
| 2001                                                    | 2001                                                    |                                                         | 1.009                                                   | 1.009                                                   |
| 2011                                                    | 2011                                                    |                                                         | 1.019                                                   | 1.019                                                   |
| 2021                                                    | 2021                                                    |                                                         | 1.110                                                   | 1.110                                                   |
| 2024                                                    | 2024                                                    |                                                         | 1.109                                                   | 1.109                                                   |
| Quelle(n): Statistik Austria, Gebietsstand 1.1.2021     |                                                         |                                                         |                                                         |                                                         |

## Kultur und Sehenswürdigkeiten
- Pfarrkirche St. Pankratius

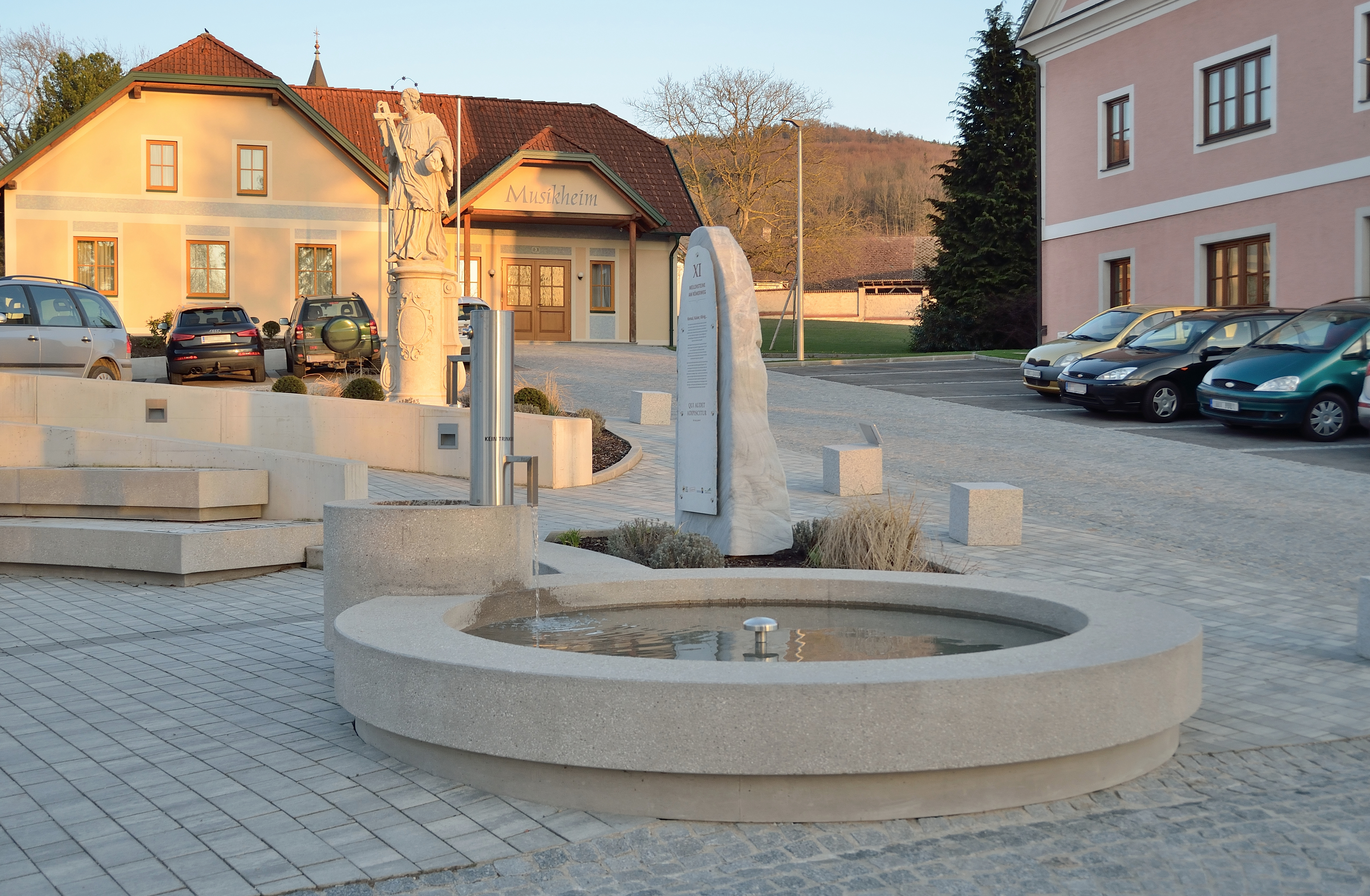
Hauptplatzgestaltung (2018)

- Das frühere Hieronymitaner-Kloster (1759–1816) ist heute der Pfarrhof von Kirnberg.[5]

## Wirtschaft und Infrastruktur

### Wirtschaftssektoren
In den Jahren 1999 bis 2010 nahm die Anzahl der landwirtschaftlichen Betriebe von 91 auf 61 ab. Die Anzahl der Nebenerwerbsbauern halbierte sich in diesem Zeitraum von 40 auf 20. Im schwach ausgeprägten Produktionssektor arbeiteten jeweils drei Erwerbstätige in den Bereichen Warenherstellung und Bauwirtschaft, einer in der Energieversorgung. Die wichtigsten Arbeitgeber des Dienstleistungssektors waren die Bereiche Handel (25) und soziale und öffentliche Dienste (23 Mitarbeiter).
| Wirtschaftssektor            | Anzahl Betriebe | Anzahl Betriebe | Erwerbstätige | Erwerbstätige |
| Wirtschaftssektor            | 2011            | 2001            | 2011          | 2001          |
| ---------------------------- | --------------- | --------------- | ------------- | ------------- |
| Land- und Forstwirtschaft 1) | 61              | 91              | 93            | 78            |
| Produktion                   | 5               | 7               | 7             | 29            |
| Dienstleistung               | 35              | 21              | 78            | 60            |

1) Betriebe mit Fläche in den Jahren 2010 und 1999

### Arbeitsmarkt, Pendeln
Im Jahr 2011 lebten 570 Erwerbstätige in Kirnberg an der Mank. Davon arbeiteten 155 in der Gemeinde, mehr als siebzig Prozent pendelten aus.

## Politik

### Gemeinderat

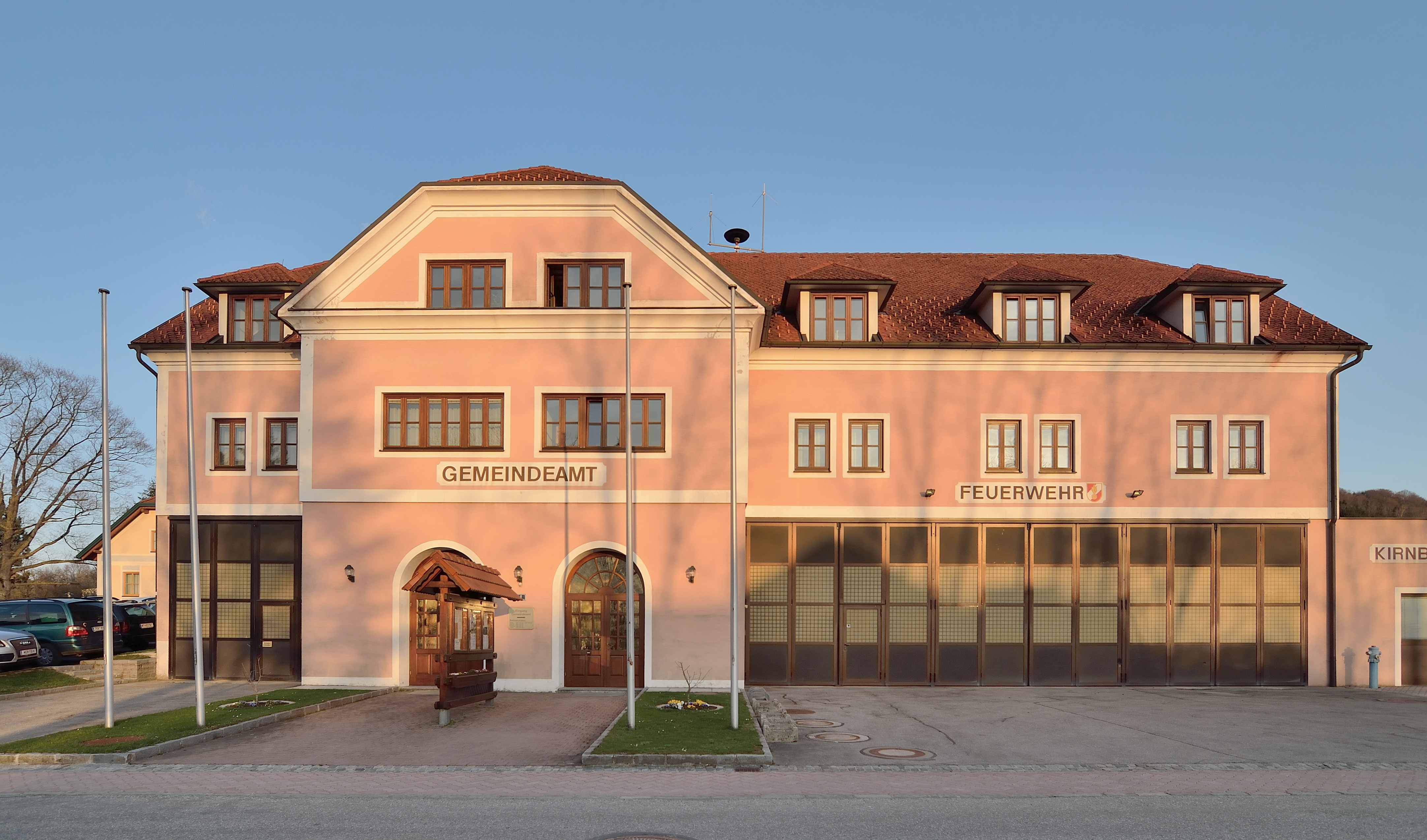
Gemeindeamt und Feuerwehrhaus

| Der Gemeinderat hat 19 Mitglieder. - Mit den Gemeinderatswahlen in Niederösterreich 1990 hatte der Gemeinderat folgende Verteilung: 14 ÖVP und 1 SPÖ. - Mit den Gemeinderatswahlen in Niederösterreich 1995 hatte der Gemeinderat folgende Verteilung: 13 ÖVP und 2 SPÖ. - Mit den Gemeinderatswahlen in Niederösterreich 2000 hatte der Gemeinderat folgende Verteilung: 11 ÖVP, 3 Liste Kirnberg 2000 und 1 SPÖ. (15 Mitglieder) - Mit den Gemeinderatswahlen in Niederösterreich 2005 hatte der Gemeinderat folgende Verteilung: 12 ÖVP, 5 Liste Kirnberg 2000 und 2 SPÖ. - Mit den Gemeinderatswahlen in Niederösterreich 2010 hatte der Gemeinderat folgende Verteilung: 17 ÖVP und 2 SPÖ. - Mit den Gemeinderatswahlen in Niederösterreich 2015 hatte der Gemeinderat folgende Verteilung: 16 ÖVP und 3 SPÖ. - Mit den Gemeinderatswahlen in Niederösterreich 2020 hatte der Gemeinderat folgende Verteilung: 17 ÖVP und 2 SPÖ. - Mit den Gemeinderatswahlen in Niederösterreich 2025 hat der Gemeinderat folgende Verteilung: 13 ÖVP, 4 FPÖ und 2 SPÖ. | Hier fehlt eine Grafik, die leider im Moment aus technischen Gründen nicht angezeigt werden kann. Wir arbeiten daran! |

### Bürgermeister
- bis 2011 Ferdinand Neuhauser (ÖVP)
- seit 2011 Leopold Lienbacher (ÖVP)[17]

### Wappen
Im Jahr 2010 wurde der Gemeinde folgendes Wappen verliehen: Durch einen schwarz-weiß geschachteten Stab gespalten, rechts in Blau ein goldenes Mühlrad mit sechs Speichen, links in Weiß ein roter Pfahl.
Die Gemeindefarben sind Gold-Blau-Weiß.

## Öffentliche Einrichtungen
In Kirnberg befinden sich zwei Kindergärten und eine Volksschule.

## Persönlichkeiten

### Söhne und Töchter der Gemeinde
- Johann Gansch (1925–1998), Komponist und Pädagoge
- Hans Gansch (* 1953), Trompeter und Hochschullehrer

### Mit der Gemeinde verbundene Persönlichkeiten
- Engelbert Dollfuß (1892–1934), österreichischer Politiker, Bundeskanzler, geboren in Texing, wuchs in Kirnberg auf[4] und heiratete in der lokalen Pfarrkirche am Silvesterabend 1921 seine Frau Alwine[20]